# Bärschwil
Bärschwil är en ort och kommun i distriktet Thierstein i kantonen Solothurn, Schweiz. Kommunen har 794 invånare (2023).